# Evergestella evincalis
Evergestella evincalis là một loài bướm đêm trong họ Crambidae.